# Fito Páez
Rodolfo Páez (Rosario, 13 de marzo de 1963), más conocido como Fito Páez, es un músico, compositor, pianista, director de cine y cantante argentino. Integrante de la llamada trova rosarina, fue apodado como El trovador del rock argentino y está considerado como uno de los más importantes exponentes del rock de su país y de toda Latinoamérica. Con más de 40 años de trayectoria solista, su obra musical está compuesta por 28 álbumes de estudio, 1 maxisencillo, 4 álbumes en directo, 3 DVD, 12 álbumes recopilatorios y numerosas colaboraciones junto a destacados artistas internacionales.
Además de su carrera como músico, ha incursionado como cineasta, guionista y novelista.
Luego de una primera etapa contracultural aclamada por la crítica, el artista logró su definitivo éxito internacional en los años noventa cuando publicó los álbumes El amor después del amor (1992), Circo Beat (1994) y Abre (1999), que se convirtieron en grandes éxitos comerciales, vendiendo más de un millón de copias sólo con el primero. Durante el sigo XXI ha lanzado más de 20 álbumes que lo han consolidado como uno de los artistas más importantes del rock en español.
Ha logrado una gran cantidad de reconocimientos, entre los que destacan el Grammy al «Mejor álbum latino de rock o alternativo» conseguido en 2021 por su disco La conquista del espacio. Además ocho premios Grammy Latinos. Los dos primeros los conquista en el año 2000 como «mejor cantante masculino de rock» por su álbum Abre (1999) y «Al lado del camino» como mejor canción de rock. Entre 2007 y 2009 recibió tres Grammy consecutivos y en categorías diferentes: «mejor álbum de rock vocal», por El mundo cabe en una canción, «mejor álbum de cantautor del año» por Rodolfo y mejor álbum vocal pop masculino, por su disco No sé si es Baires o Madrid. También la Fundación Konex le otorgó en 1995 el Premio Konex de Platino como «mejor compositor de rock de la década en Argentina». Luego, en 2005, obtuvo el Premio Konex - Diploma al Mérito como uno de los «cinco mejores compositores de rock de la década», y lo obtuvo nuevamente en 2015, esta vez en la disciplina «mejor solista masculino de pop», además, en 2018 consiguió otro Latin Grammy por la categoría «mejor canción de rock» por su canción Tu vida, mi vida, de su trabajo La ciudad liberada. En 2020 vuelve a obtener dos nuevos premios Grammy Latinos como «Mejor álbum pop/rock del año» por La conquista del espacio y como «Mejor canción pop/rock del año» por "La canción de las bestias".

## Biografía

### Infancia (1963-1975)
Es hijo de Margarita Zulema Ávalos (pianista concertista, profesora de aritmética y álgebra) y de Rodolfo Páez (empleado administrativo de la municipalidad). El 24 de noviembre de 1963, cuando Fito tenía ocho meses, murió su madre Margarita tras padecer un cáncer de hígado, por lo que su crianza quedó en manos de su padre y de su abuela paterna.
A los 12 años ya lucía anteojos para contrarrestar la miopía. Su aprendizaje musical del piano comienza con clases particulares de la señora Bustos, posteriormente acude al Instituto Scarafía, donde se familiariza con los métodos y técnicas de aprendizaje de Hanón y Carl Czerny (usados tradicionalmente en el aprendizaje de piano clásico), bajo la tutoría del profesor Domingo Scarafia, nacido en Josefina (provincia de Santa Fe) que había sido profesor de su madre. Como se le dificultaba la lectura de partituras, sacaba «de oído» las obras que tocaba su maestro. Pero cuando las obras clásicas que debía ejecutar se hicieron más complejas, el profesor se dio cuenta de que no podía leer las partituras y lo echó. Abandonó el aprendizaje formal e incursionó en la movida underground de su ciudad natal, donde su talento natural comenzó a notarse muy pronto.

### Inicios musicales (1975-1980)
Su primera formación data de la escuela primaria: formó un trío de folclore, donde tocaba un bombo que su padre le había regalado. Su primera experiencia en una banda de rock fue sentado al piano y acompañado por Ricardo Vilaseca y Patricio Prieto en guitarras acústicas. Tocaban temas de Sui Géneris en el patio de la escuela.
En 1979 formó Neolalia (‘nuevo idioma’) junto a compañeros del colegio Dante Alighieri y amigos del barrio. Solo llegaron a hacer dos presentaciones en vivo. Luego formaría grupos como Sueñosía (junto a Fabián Gallardo), Gno el Bizarro, Graf, y Arcana; experiencias muy cortas que no culminaron en la grabación de ningún disco.
En 1980 formó Staff, cuyo mayor logro fue ganar el primer premio del concurso de música progresiva, que contaba entre el jurado al músico Juan Carlos Baglietto.
Más tarde le propusieron unirse a El Banquete, integrada además por
Rubén Goldín,
Silvina Garré,
Daniel Tuerto Wirzt,
Sergio Sainz y
José Zappo Aguilera.
Paralelamente a ello también formó parte del grupo Acalanto, un conjunto de folclore con el guitarrista Pichi de Benedictis.

### La trova rosarina y su trabajo con Charly García (1981-1985)
A inicios de los años '80, Fito se incorporó al movimiento musical argentino conocido como trova rosarina, iniciando su carrera. Entre los trovadores rosarinos se encontraban Juan Carlos Baglietto, Silvina Garré, Adrián Abonizio, Jorge Fandermole y el propio Fito.
En 1981 Juan Carlos Baglietto, que realizaba presentaciones a la par del grupo Acalanto, lo incluyó como tecladista y como arreglador (junto a Rubén Goldín) en su banda, con la cual fueron invitados a un megarrecital organizado por la revista Humor en el estadio Obras Sanitarias, en repudio a la llegada de Frank Sinatra a la Argentina. Por primera vez en la historia, bandas del interior del país se reunían a tocar en ese estadio de Buenos Aires.[cita requerida]
En 1982, Baglietto firma con la compañía discográfica EMI y graban el disco Tiempos difíciles, donde la mitad de las canciones fueron compuestas por Páez y tuvieron un éxito importante, alcanzando a fines de ese año la placa de oro.[cita requerida]
El disco fue presentado durante la guerra de Las Malvinas en el estadio Obras Sanitarias el 14 de mayo de 1982, en un recital histórico que se considera como el momento fundador de la llamada Trova rosarina.
Ese mismo año (1982) Baglietto publicó el álbum Actuar para vivir, donde Fito Páez participó en los teclados y compuso cuatro de las diez canciones, entre ellas la que dio nombre al disco. Este trabajo fue presentado en vivo en el Teatro Astral.
En 1983 participa en el tercer disco de Baglietto aportando dos temas: «Tratando de crecer» y «Un loco en la calesita». Su última participación con la banda de Baglietto sería en 1985 con el disco Modelo para armar, aportando el tema que cierra el álbum: «Las cosas tienen movimiento».
De la época con Baglietto se destacan una serie de recitales en Rosario (Festival Rock Rosario 83) y en Buenos Aires (estadio Obras Sanitarias).
Paralelamente ―y debido al alejamiento de Andrés Calamaro―, Fito Páez se incorporó a la banda de Charly García, recomendado por Jorge Lonch, para la gira del disco Clics modernos en 1983. Posteriormente participó de la grabación del disco Piano Bar (1984). Allí conoce a quien sería su pareja hasta 1990, Fabiana Cantilo, que era corista de la banda.

## Carrera como solista (1983-presente)

Fito Páez en 1985

Por su destacada discografía, Fito (2.º) está considerado como una de las figuras más destacadas del rock argentino, junto a emblemas como Charly García, Andrés Calamaro, Luis Alberto Spinetta y León Gieco. Foto de 1984.

### Del 63', Giros y Lalalá (1983-1986)
En 1984, firmó un contrato de cinco años con la discográfica EMI y edita su primer LP llamado Del 63 tras dos meses de trabajo en los estudios Panda del barrio de Floresta en Buenos Aires. De este trabajo destacan los temas «Del 63», «Tres agujas» y «La rumba del piano».
Entre 1984 y 1985 grabó el álbum Giros, un álbum de gran repercusión, a través del cual alcanza el reconocimiento en Argentina. Destacan los temas «Giros», «Yo vengo a ofrecer mi corazón», «11 y 6», y «Cable a tierra».
Este disco marca la consolidación del artista, con letras efectivas y un sonido novedoso. La voz de Fito Páez, aunada a la variedad rítmica de los temas, generaron una amalgama melódica que fue muy comentada por la prensa y obtuvo gran aceptación del público. Este trabajo fue presentado en el Luna Park, en La Falda y finalmente en Rosario a beneficio de los afectados por las inundaciones de ese año.
En marzo de 1986 grabó en Río de Janeiro (Brasil) el maxisencillo Corazón clandestino, un disco que contiene tres canciones que cuenta con la colaboración de Caetano Veloso en la canción «La rumba del piano», que grabaron en portugués.
Durante 1986 tocó intermitentemente con su banda y con Charly García y Las Ligas.
Entre agosto y octubre de 1986 grabó junto a Luis Alberto Spinetta el álbum La la la en los estudios ION (de Buenos Aires). De este álbum es la canción de aire litoraleño «Parte del aire», compuesta al morir su padre (el 23 de diciembre de 1985, «una noche antes de Navidad recortó los cables con un diamante»), donde imagina el encuentro post mortem con su madre («por la vía láctea se encontrarán, en algún planeta, en algún lugar»). Las presentaciones en vivo realizan en el estadio Obras Sanitarias y en Santiago de Chile.
En este mismo año, se presentó con su banda en Lima (Perú), en el marco de la Semana de Integración Cultural Latinoamericana, y en el Festival de Varadero (Cuba).
El 7 de noviembre de 1986, mientras Fito se encontraba de gira en Río de Janeiro, Delma Zulema Ramírez de Páez (abuela de Fito), Josefa Páez (tía abuela) y Fermina Godoy (empleada de las abuelas, embarazada) fueron brutalmente asesinadas. El año anterior había muerto el padre. En el crimen de las abuelas, se inculpó a todo el mundo, al esposo de la empleada, a los tíos de Fito, y a Fito mismo. Cuando el artista se enteró de la noticia expresó un tiempo después:

No puedo explicar cómo quedó el cuarto del hotel en Río. Lo destrocé. Dolor violento. Perdí tanto la conciencia que hoy no me acuerdo exactamente lo que sucedió. Era como un animal enjaulado en su propio dolor. [...] Creo que me la pasé todo el día llorando, tomando whisky y lexotanil. [...] Cuando volví a Rosario, imagínate la cantidad de versiones que había en ese momento: que era una venganza contra mí, que yo estaba metido en el tráfico de drogas, que mis primos... De hecho, en Ciudad de pobres corazones digo: «No quiero empezar a pensar quién puso la yerba [marihuana] en el viejo cajón». Mi primo y mi tío vieron a uno de los canas [policías] meter un cacho de fumo [marihuana] en un cajón donde yo tenía guardadas cosas mías, letras, papeles. Lo vieron, pero nosotros no quisimos ahondar mucho en ese tema. Se ve que la policía quería encontrar rápido un culpable. La verdad es que fue una época muy confusa.
Fito Páez

### Ciudad de pobres corazones, Ey! y Tercer Mundo (1986-1991)
Posteriormente se determinó que el hecho fue consumado por un frustrado bajista: Walter De Giusti (1962-1998), quien residía en Rosario y conocía a las víctimas. El hecho provocó un alto impacto en el músico. Fabiana Cantilo, viendo el deterioro emocional del artista, lo obligó un día a levantarse de la cama para ir al estudio de grabación. Es allí donde compuso la canción «Ciudad de pobres corazones».

Cuando encontré a Baglietto en La Mar Studios, me preguntó: «¿Cómo estás?». Yo le di play a la consola de grabación y comenzó a escucharse el tema: «¡En esta puta ciudad todo se incendia y se va, matan a pobres corazones!» (con una instrumentación dramática de teclados y guitarras). Cuando terminó le respondí: «Así estoy».
Fito Páez

Ciudad de pobres corazones se publicó en 1987 y es considerado el más visceral de su carrera. Es un álbum rabioso y violento, que estremece por su crudeza. Entre las canciones que se apartan de la temática principal están «Gente sin swing», «Ámbar violeta» y «Dando vueltas en el aire». Hay tres canciones donde se destaca la participación de Fabiana Cantilo en las voces: «Nada más preciado para mí», «Bailando hasta que se vaya la noche» y «Track Track». El resto de los temas están marcados por la oscuridad y la tragedia, pero tienen un cierto acento poético y buenos arreglos.
El álbum constituye un retrato de los sentimientos que embargan al músico y un descenso a los infiernos sin menoscabo de la calidad artística, con letras que representan pequeños retratos sociales y donde el artista mantiene variedad de estilos rítmicos.

Su último álbum con la discográfica EMI Music fue Ey!, de 1988. El disco fue compuesto, arreglado y producido por Fito Páez. Se grabó entre Buenos Aires, Nueva York y La Habana y en la producción de estudio vuelve aparecer Tweety González. Canciones como «Polaroid de locura ordinaria» (que se convirtió en otro himno de su repertorio), «Solo los chicos», «Dame un talismán», «Lejos en Berlín» y «Tatuaje falso» obtuvieron la aprobación de los seguidores del músico y parte de la crítica especializada.
El estilo de este álbum es completamente inclasificable: todavía hay rabia contenida y atisbos de claridad absoluta; lográndose una mezcla entre canciones roqueras y las que destilan cadencias latinas muy emparentadas a los ritmos caribeños como es el caso de: «Por siete vidas (Cacería)» donde participa, en la sección de vientos, el grupo Afrocuba.
Ey! fue presentado en vivo, en distintos lugares con la misma banda que grabó el disco, acompañado en coros por Fabiana Cantilo, a quien dedicó el álbum.
Aquel 1988 cerró con la formación de un dúo junto a Guillermo Vadalá que se llamó Chapa y Pintura, con el que interpretaban aquellas canciones que no encajaban en el proyecto solista de Páez, incluyendo tangos, folclore, temas desconocidos de otros artistas argentinos y hasta algunos de The Beatles.
En 1990, Fito Páez confrontó problemas para la publicación de lo que sería su nuevo material discográfico. La compañía discográfica EMI, en su momento se negaba a publicarle su nuevo trabajo porque lo consideraba poco comercial para los estándares básicos de la empresa.
Sin sello discográfico y sin dinero para pagar las deudas, en una época donde Argentina presentaba una alta inflación, Páez recibió la noticia de que Fabián Gallardo ―exguitarrista de su banda y amigo de la infancia― había sido nombrado productor artístico de WEA (Warner Music Group). Gallardo le ofreció contrato con dicha empresa y editó y publicó el álbum Tercer mundo en 1990. Para sorpresa de Páez, quien había marchado a Europa con miras a radicarse allí, el álbum fue todo un éxito, llegando a ser disco de oro en su país.
En ese mismo año Páez produce el disco Algo mejor de Fabiana Cantilo, el cual fue el más exitoso de la carrera de la cantante.

### El amor después del amor, Circo Beat y Euforia (1992-1998)
El amor después del amor, editado en 1992, marca la consagración definitiva del cantante rosarino.
La letra y la música de los 14 temas son de Fito Páez. Este trabajo, convocó a artistas de la talla de Mercedes Sosa, Andrés Calamaro, Charly García, Gustavo Cerati, Luis Alberto Spinetta, Fabiana Cantilo, Celeste Carballo, Claudia Puyó y Ariel Rot, marcando uno de los picos en la carrera del artista. Además cuenta con un equipo de productores como Carlos Narea, Fernando Moya y Alejandro Avalis; con Nigel Walker al frente del equipo de técnicos de grabación y mezclas.
Entre las canciones más representativas del disco se pueden mencionar aquellas de corte roquero y optimista: «El amor después del amor», «Brillante sobre el mic», «Dos días en la vida», «A rodar mi vida» y «La rueda mágica»; esta última da el nombre de la extensa gira 1992-1993: La Rueda Mágica Tour.
Existe un segundo grupo de canciones de carácter intimista: «Un vestido y un amor» (reversionado por otros artistas de renombre internacional como Caetano Veloso y Mercedes Sosa), «Pétalo de sal», cantado junto a Luis Alberto Spinetta, «Tumbas de la Gloria» y «Balada de Donna Helena» (compuesta originalmente para el disco Tercer mundo). Mención especial para la canción «Detrás del muro de los lamentos» grabada junto a Mercedes Sosa con un fuerte acento folclórico y «Dos días en la vida», basada en la película Thelma & Louise, con Fabiana Cantilo y Celeste Carballo en las voces.
Gracias a este éxito Fito Páez realizó una serie de 11 recitales en el teatro Gran Rex, de Buenos Aires para después hacer un recorrido (llenando estadios y convirtiendo sus conciertos en auténticas fiestas) a lo largo de toda la Argentina y más de nueve países, incluyendo Cuba, donde fue el primer artista no cubano en tocar en la Plaza de la Revolución, frente a 40 000 personas.[cita requerida]
A mediados de la gira de 1993 se le entregó el cuádruple disco de platino, con 240 000 discos vendidos.[cita requerida] y la ACE (Asociación de Cronistas de Espectáculos) lo premió en tres clasificaciones: «mejor video clip», «mejor canción de rock» (por el tema Tumbas de la Gloria) y «mejor disco solista de rock» (por El amor después del amor).
Fito Páez y su banda durante todo 1993 realizaron un total de 120 espectáculos, el fin de la gira se produce en el Estadio Vélez Sarsfield de Buenos Aires, donde los días 24 y 25 de abril, 84 122 personas pagaron sus entradas para presenciar los recitales.
En diciembre Páez convocó nuevamente a un concierto al Estadio Vélez Sarsfield, pero esta vez totalmente a beneficio de UNICEF, dejando en limpio poco más de medio millón de dólares para este organismo de Naciones Unidas.
Aprovechando el inusitado éxito obtenido por el artista, la compañía discográfica EMI edita en disco compacto los trabajos Del 63, Giros, Ciudad de pobres corazones, La la la y Ey!, dejando fuera de este lanzamiento el maxi Corazón clandestino. Años más tarde editó dos discos compilados que se llamaron Crónica y Lo mejor de Fito Páez. Ese 1993, los diarios Clarín y Página/12 catalogaron a Páez como «mejor solista» y «mejor espectáculo en Vélez». Fue nominado para ser nombrado «ciudadano ilustre» de la ciudad de Rosario, aunque ese proyecto nunca prosperó entre los ediles de la ciudad.
Se calcula que el El amor después del amor vendió más de 750 000 copias, convirtiéndose en el disco más vendido en la historia del rock argentino.
En 1994 Fito Páez publicó Circo beat, donde destacan «Mariposa tecknicolor», «Soy un hippie», «Tema de Piluso» (en homenaje al cómico rosarino Alberto Olmedo), «Lo que el viento nunca se llevó» y «Si Disney despertase». Estas canciones son consideradas entre las más luminosas del artista; con temas y arreglos que destilan alegría y optimismo.
Circo beat fue un disco grabado en un momento estelar de su carrera y está considerado como una de las producciones más cuidadas del rosarino y, uno de los preferidos del propio cantante. En una entrevista Fito declaró que, fue uno de los pocos discos que ha hecho bajo presión de la empresa discográfica y que, para tal fin se recluyó en su ciudad natal para recrear experiencias de sus primeros años. La producción de este disco corre por cuenta de Phil Manzanera y fue grabado pasando por Argentina, Italia y Londres.
Este trabajo fue editado en Brasil con tres pistas bono en portugués: «Mariposa tecknicolor» a dúo con Caetano Veloso, «She’s mine» con Djavan y «Nas luzes de Rosario» («Tema de Piluso»), con Herbert Vianna, de los Paralamas). En total, esta placa vendió 350 000 copias, lo que lo convirtieron en el segundo álbum más exitoso de Argentina en 1995.
La presentación oficial de este nuevo trabajo, se hizo a través de 20 recitales en el teatro Ópera, cerrando en el estadio de River Plate, donde convocó a 25 000 espectadores. Cerró el año con un recital gratuito en los Bosques de Palermo, al cual asistieron 50 000 personas.
En 1996, la cadena de televisión MTV, le ofreció editar un disco en vivo y acústico, dentro del ciclo denominado MTV Unplugged, en el cual la mayoría de los músicos mundialmente reconocidos han editado sus trabajos dentro de este formato. Pero Páez no llegó a un acuerdo económico con esa firma y decide encarar un proyecto similar de manera independiente.
Finalmente, en coproducción con el canal de televisión argentino Telefé, lanzó un disco acústico-sinfónico al que tituló Euforia (1996), que fue su primer trabajo grabado en vivo. Para este álbum, Fito compuso tres canciones inéditas: «Cadáver exquisito», «Tus regalos deberían de llegar» y «Dar es dar», que fue un éxito instantáneo.
Tras un silencio de dos años, volvió a los estudios de grabación, junto al cantautor español Joaquín Sabina con el álbum: Enemigos íntimos (1998). El título es el reflejo de lo complicado que resultó el proceso creativo, donde el español aportaría su fina prosa y Fito se encargaría de la parte musical. El disco finalmente no contó con presentaciones en público ni con la esperada gira promocional, a causa de incompatibilidades artísticas.
En esa oportunidad se cancelaron más de 70 recitales que tenían vendidos y promocionados alrededor del mundo. El escándalo fue mayor cuando Luis Carrillo (quien iba a ser el director propuesto por Sabina para el vídeo de Delirium tremens) hizo pública una carta que Sabina escribió a Páez, donde en forma de verso, resumía los motivos que determinaron el final de la relación laboral entre los artistas: «Urge cortar por lo sano, con la gira del verano, y el quilombo del vídeo. El rol del patito feo no me va, te lo aseguro, y menos el de hombre duro, que a ti te cuesta tan poco».
A nivel artístico, los dos cantantes lo catalogan como un buen trabajo, que está lleno de canciones donde el estilo y la voz de Páez alcanzan predominio, y entre las que destacó «Llueve sobre mojado», con un video promocional bastante difundido en toda Hispanoamérica.

### Abre, Rey Sol y Naturaleza Sangre (1999-2004)

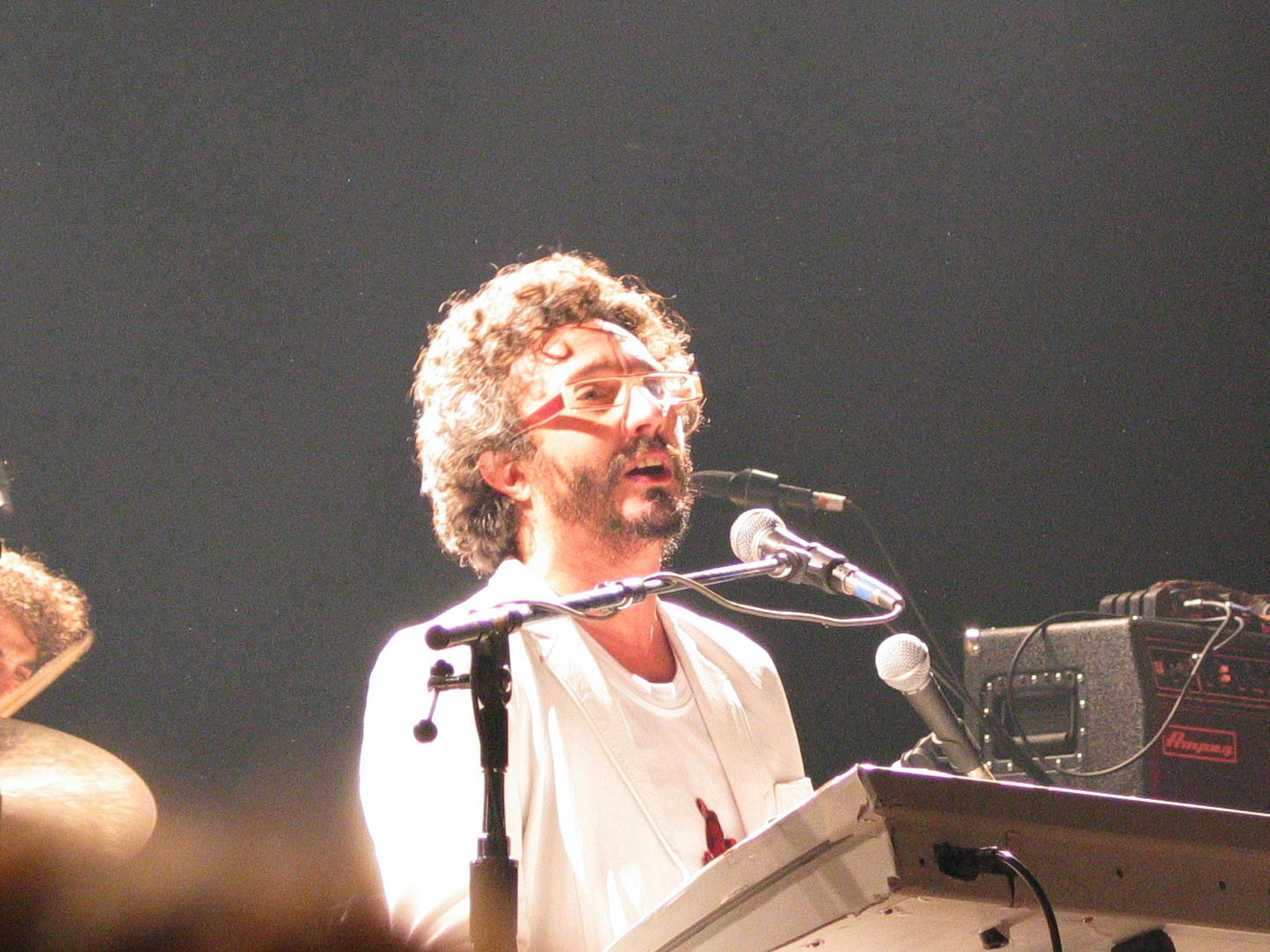
Fito Páez en 2003.

En 1999 lanzó Abre: el primer trabajo que, con canciones nuevas y de forma solista, presentaba el rosarino después de Circo beat (1994). El álbum, producido por Phil Ramone, busca situar la voz por encima de los arreglos orquestales. Es un disco con canciones largas y letras fuertes como: «La casa desaparecida», donde Páez aborda en once minutos una mirada bastante pesimista de la Argentina; también hay canciones optimistas como: «Buena estrella» y «Dos en la ciudad» que fue apoyada a través de un video donde Fito Páez y Cecilia Roth aparecen en parte de las escenas. La canción lanzada como sencillo fue: Al lado del camino, que inmediatamente alcanzó el éxito, realizándose un video muy promocionado en la televisión.
A raíz de este disco, Fito Páez alcanza en el año 2000 sus primeros premios Grammy Latinos: «mejor cantante masculino de rock» y «mejor canción de rock» por Al lado del camino. El disco fue presentado a través de varios conciertos, siendo la actuación más recordada la que grabara para la empresa de TV satelital DirecTV y el canal HBO Olé, en conjunto con Milton Nascimento en el estadio Luna Park (Buenos Aires).
En noviembre del año 2000, Fito Páez publicó el álbum Rey Sol, un trabajo de 13 canciones grabadas en medio de la gira de promoción del disco Abre, producido nuevamente por Phil Ramone, y grabado y mezclado en Miami.
Este disco constituye su tercer trabajo, producido en años consecutivos, luego de Enemigos íntimos (1998) y Abre (1999).
El corte de difusión fue el tema «El diablo de tu corazón», donde a través de una visión personal y metafórica acusa a la ciudad de Buenos Aires y sus habitantes de tener: el diablo metido dentro de su corazón. El videoclip dirigido por Eddie Flehner, presentó a modo de hipérbole, imágenes urbanas violentas: peleas, destrozos, choques en las avenidas; con una visión donde muestra la tensión y rabia que existe en las relaciones humanas cotidianas, para terminar en escenas de gente besándose en las calles en el momento en que la letra del tema plantea: «¿Por qué nos cuesta tanto el amor?».
El álbum presenta además las canciones: «Rey sol» dedicado a su hijo de un año, que aparece en la portada del disco; «Vale» reivindicando el famoso salto al vacío de Charly García hasta la piscina de un hotel y «Dale loca» una especie de balada donde hay una extraña mezcla de rabia y melancolía.
Este disco marca el fin de su contrato con Warner Music empresa para la cual produjo siete discos entre 1990 y 2000, convirtiéndolo en uno de los artistas argentinos más prolíficos de la década de los '90.
En mayo de 2003, a raíz de la separación con Cecilia Roth en el 2002, editó Naturaleza sangre, disco en el regresa a la estética roquera de los ochenta, y donde aparecen como artistas invitados: la cantante brasileña Rita Lee, Charly García y Luis Alberto Spinetta.
Este álbum es editado de manera independiente por Páez bajo el sello propio: Circo Beat-DBN y fue grabado en los estudios del artista en la ciudad de Buenos Aires.
Parte de las canciones son una especie de retrato de su estado emocional luego de la separación con la actriz Cecilia Roth, que tras diez años y un hijo dejaron de ser pareja a finales del 2002.
Aparte de los temas de desamor: «Insoportable», «Oh nena», «139 Lexatins» y «Los restos de nuestro amor», el disco presenta temas bastante roqueros y con letras optimistas como «Volver a mí», «Urgente amar», «Salir el sol» y «Absolut vacío»; esta última fue incluida como uno de los temas musicales en la película que Fito rodaría en 2007. El disco también marca el reencuentro con Charly García, quien interpreta a dúo con Fito la canción «Naturaleza sangre».
A raíz de este trabajo discográfico, Páez emprende su regreso a los escenarios, saliendo de gira por todo el continente americano y Europa con los músicos Guillermo Vadalá (bajista que forma parte de la banda de Páez desde 1988), Gonzalo Aloras (guitarra), Sergio Verdinelli (baterista, reemplazado por Jota Morelli) y Javier Lozano (teclados).
A fines de diciembre de 2003 cerró la fiesta del 114 aniversario del Club Atlético Rosario Central, del cual es hincha.
En septiembre del mismo año lanzó su primer DVD, titulado Naturaleza sangre, que incluye el recital completo que ofreció el año anterior en el Teatro Gran Rex, a sala llena.
El DVD cuenta con el video del tema «Bello abril», en el que canta junto a Luis Alberto Spinetta. Contiene un conjunto de fotos de conciertos, conferencias de prensa, imágenes con músicos amigos y cierra con dos videos más: el primero es del propio Páez al piano, interpretando un tema inédito titulado Beauty; y el segundo muestra a Páez en un video casero el cual contiene imágenes de su hijo Martín. Con este lanzamiento el cantante celebra el vigésimo aniversario de su debut en vivo en 1984.
A finales de 2004, salió a la venta Mi vida con ellas, su segundo álbum (después de Euforia) con grabaciones en vivo y editado a través de su sello Circo Beat-DBN. Fue un disco doble que contiene 18 canciones provenientes de distintos recitales, que incluye versiones y temas de su autoría. El nombre del disco hace referencia a las mujeres que compartieron la vida con Páez. Desde su tía Charito que lo crio, Fabiana Cantilo (su amor de los años ochenta), su exesposa Cecilia Roth y Romina Ricci, entre las más destacadas.

### El mundo cabe en una canción, Rodolfo y Confiá (2005-2011)

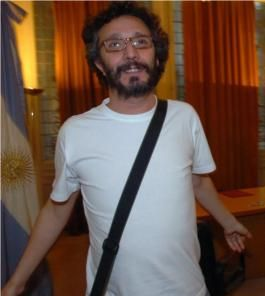
Fito Páez en una visita a la Casa Rosada, 2006.

En 2005, ya con rumores de separación de la pareja Páez-Ricci, que luego se confirmarían, salió a la venta un nuevo trabajo de la mano de su productora independiente.
Este disco lleva el nombre Moda y pueblo en el cual incluye temas de Lito Nebbia, Luis Alberto Spinetta, Charly García y musicaliza un poema de Federico García Lorca: «Romance de la pena negra»; además de reversionar temas propios. El disco cierra con el tema inédito «Las palabras». El disco cuenta con una orquesta de 9 cuerdas, dirigida por Gerardo Gandini.
Puede ser considerado como su segundo disco acústico-sinfónico después de Euforia, pero esta vez grabado en estudio. La cubierta de este disco tiene como protagonista a la popular actriz y conductora argentina Susana Giménez.
En este año, realizó una colaboración artística en el disco Bachata entre amigos, del cantautor dominicano Víctor Víctor, con quien interpreta a dúo y a ritmo de bachata, su canción Un vestido y un amor.
En 2006, después de casi tres años sin producir temas musicales bajo una línea «roquera», salió a la venta El mundo cabe en una canción, grabado en su estudio Circo Beat (en Buenos Aires), bajo el sello disquero Sony/BMG. El disco incluye 11 canciones nuevas escritas por Páez y marca su regreso a una empresa multinacional, luego de su experiencia independiente que abarcó, sus tres discos anteriores.
Eso que llevas ahí fue el corte de difusión del disco, y su video fue rodado en distintos lugares de su ciudad natal. En enero de 2007 también se dio a conocer el video de Enloquecer, en el cual se muestran imágenes de su última película como director, ¿De quién es el portaligas?, película que se estrenaría, en septiembre de ese mismo año.
El disco superó las 20 000 unidades vendidas en el día de su lanzamiento en Argentina y es considerado un álbum de gran calidad artística, a pesar de algunas críticas, que catalogaron algunas canciones de pretenciosas y pedantes. El mundo cabe en una canción obtuvo en la octava edición de los premios Grammy Latinos, otorgados en Las Vegas en 2007, el premio al «mejor álbum de rock vocal».
El sábado 24 de febrero de 2007 encontró a Páez como el protagonista de uno de los espectáculos más importantes de Latinoamérica, el festival Viña del Mar (en Chile), donde ofreció un recital de una hora, con un público que coreó todas sus canciones. Uno de los momentos cumbres fue cuando subió al escenario Álvaro Henríquez, quien acompañó a Páez en el tema Ciudad de pobres corazones. Al término de esa canción subió al escenario el músico uruguayo Rubén Rada para interpretar junto al argentino la canción A rodar mi vida. Fito Páez fue reconocido esa noche con la Antorcha de Plata, Antorcha de Oro y Gaviota de Plata, que son los mayores premios que se entregan en ese espectáculo.
En julio de 2007 se embarcó en una nueva gira junto al reconocido cantautor estadounidense Bon Jovi, con recitales que se llevaron a cabo en forma individual en los países de México y Colombia, en el marco de tres conciertos benéficos con los fines de recaudar fondos para recuperar espacios naturales e impulsar la actividad social. El 30 de agosto de 2007, se puso a la venta el disco Rodolfo, en el cual el cantautor argentino acompañado únicamente del piano, compone un total de 12 nuevas canciones, de las cuales dos son instrumentales.
Entre las letras de este trabajo se pueden apreciar historias de amores propios del músico, la historia de una mujer en la cárcel, historias de familias, hijos y hasta una canción de «agradecimiento-homenaje» para sus ídolos Luis Alberto Spinetta, Litto Nebbia y Charly García. La crítica de este trabajo estuvo bastante dividida entre quienes opinaron que era un trabajo que estaba como proyecto del cantante desde hace mucho tiempo y otros que no consideraron necesaria esta producción.
La presentación de Rodolfo se llevó a cabo los días 5, 6 y 7 de octubre y el 19 y 20 de noviembre de 2007 en el Teatro Ópera de Buenos Aires. Con este trabajo ganó un Grammy Latinos como mejor «álbum de cantautor».
En 2008 salió a la venta su tercer disco grabado en vivo titulado No sé si es Baires o Madrid, donde Páez cantó 15 de sus temas más representativos. El audio se registró en el Palacio de los Congresos, en Madrid (España). En esta presentación aparecen como invitados los grupos españoles Pereza y Marlango; Pablo Milanés y Ariel Rot. Este concierto marca el reencuentro artístico con Joaquín Sabina cantado el tema de Sabina: «Contigo», único tema que no era de su autoría. Esta presentación fue editada en formato DVD, convirtiéndose en el segundo trabajo de este tipo que posee el artista argentino.
Luego de 6 años, volvió a presentarse en el mítico estadio Luna Park de la ciudad de Buenos Aires, acompañado por la banda de rock Coki & The Killer Burritos, brindando dos conciertos, los días 28 y 29 de mayo de 2009. La presentación tuvo como invitados a Juanse, Fabiana Cantilo, Carlos Vandera, Gonzalo Aloras y, reviviendo sus comienzos, junto a Juan Carlos Baglietto, con una versión en piano de su canción «La vida es una moneda (Solo se trata de vivir)», la cual apareció por primera vez en Tiempos difíciles, de Baglietto.
El lunes 29 de junio de 2009, Fito cerró el festival Rock al parque en Bogotá, Colombia en su versión número 15. Concurrieron 150 000 personas, la mayor audiencia alguna vez vista en el Festival. Diez años después, para la edición número 25, regresaría al festival bogotano para volver a cerrar con la misma cantidad de asistentes.
Semanas después, el miércoles 22 de julio recibe el premio Gardel a la música 2009 en la categoría «mejor álbum artista canción testimonial y de autor» por el álbum No sé si es Baires o Madrid; también estuvo nominado en las categorías «mejor álbum banda de sonido de cine/televisión» por el álbum ¿De quién es el portaligas? y «mejor DVD» por No sé si es Baires o Madrid.
En noviembre de 2009, Fito Páez ganó en los premios Grammy Latinos del 2009 el mejor álbum vocal pop masculino, por No sé si es Baires o Madrid.

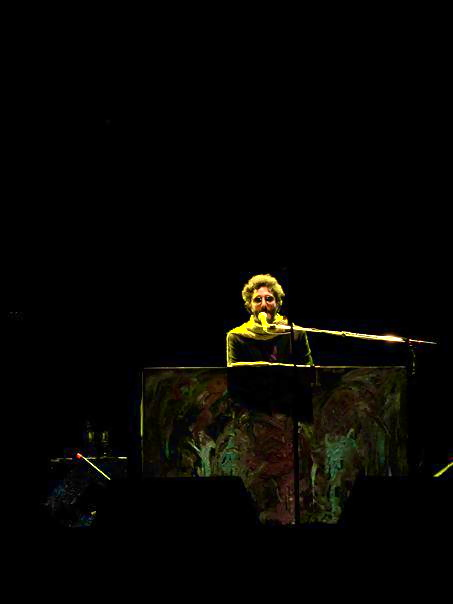
Fito Páez en el Festival de las Almas (2010), en México.

El 16 de marzo de 2010 se editó Confiá, grabado entre los meses de julio y diciembre de 2009 en las ciudades de Córdoba, Buenos Aires y Río de Janeiro. El álbum contó con 12 canciones inéditas y una banda renovada compuesta por: Aloras y Coki, en guitarras; Eloy Quintana, en bajo; Bolsa González, en batería, y Eduardo Lyra, en percusión. Para su promoción se grabaron tres videoclips: «Tiempo al tiempo», «Confiá» y «London Town». Este trabajo fue presentado el 7 de mayo de 2010 en el estadio Luna Park, como parte de la gira promocional.
El 25 de mayo de 2010, Fito Páez cerró los actos del Bicentenario de la Revolución de Mayo con un recital de dos horas en el Obelisco (Buenos Aires) frente a una multitud  calculada en más de dos millones de personas. En 2012 realizó en la Santa Fe su recital en el bicentenario del primer izamiento de la bandera argentina en Rosario
El 6 de noviembre del mismo año celebró sus 30 años de carrera con un concierto en el Auditorio Nacional de México en el que estuvieron de invitados especiales: Armando Manzanero, Quique y Meme (de Café Tacvba), Julieta Venegas y Susana Zabaleta.
En diciembre de 2010 participó del Festival El Abrazo, junto a los más grandes músicos del rock argentino y chileno en Santiago de Chile, terminado el concierto, llamó a escena a la banda chilena Los Tres catalogándola como su banda favorita de Sudamérica. Finalmente el 30 de abril del 2011 despide las presentaciones de su álbum Confiá con un concierto en el club GEBA.
A finales de 2011 Fito Páez grabó el álbum de estudio Canciones para aliens, siendo el primer trabajo donde no aparecieron canciones escritas por él. Se trata de versiones y traducciones de canciones famosas con la finalidad de ser enviadas al espacio, para ser escuchadas por alguien en algún recóndito lugar del universo. La producción y los arreglos estuvieron a cargo de Leo Sujatovich. De las 14 canciones, cinco son cantadas a dúo y entre los autores hispanos versionados destacan: Chico Buarque, Pablo Milanés, Joan Manuel Serrat y Charly García. Mención especial merece la versión del tema «Un beso y una flor», popularizada por Nino Bravo en 1972 y «Las dos caras del amor» una traducción libre de la canción «Somebody to love» del grupo Queen.
En julio de 2011 en una nota de opinión donde se expresó en contra de la elección de Mauricio Macri sin suscribir los dichos defendieron el derecho de libre expresión de Fito.
En una entrevista con Radio del Plata se le consultó a Fito por la creación de la línea telefónica para denunciar la "intromisión política" en las escuelas:

En la dictadura hubieran sido buchones y entregado gente. Son caretones, no sé qué defienden; no les gusta conectar con los demás. Nadie puede poner una línea para denunciar algo que no sucede. Me afloran esas ideas, no quiero pensar así pero casi que me obligan.
Fito Páez

### El Sacrificio, Yo te Amo, Dreaming Rosario y Rock and Roll Revolution (2012-2015)

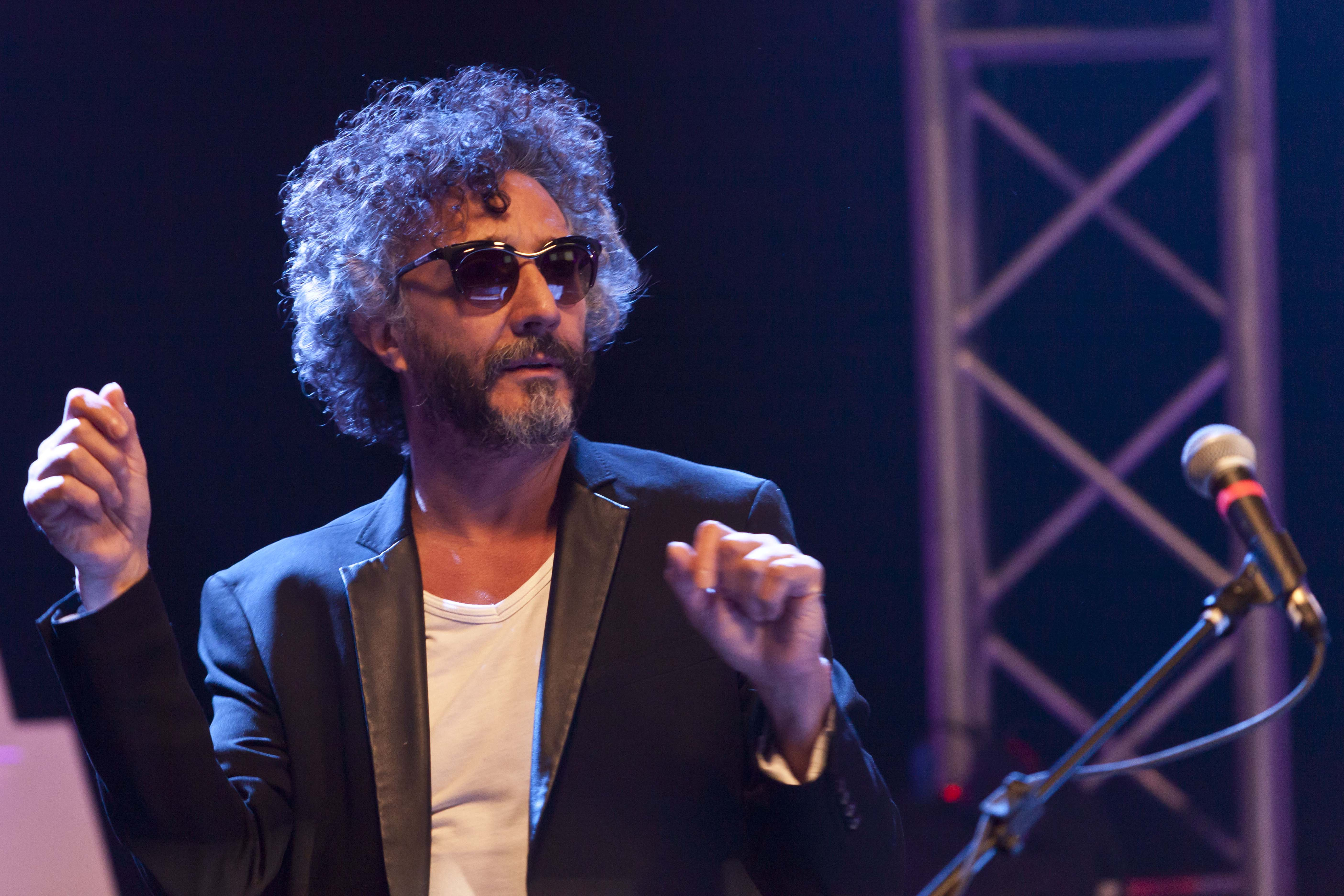
Fito Páez en el homenaje a Gustavo Cerati en 2014.

A principios de 2012 se publicó el disco Mormazo de Dani Umpi, que contiene la canción «El tiempo pasar», de Umpi, en la que Páez y la cantante peruana Wendy Sulca colaboraron musicalmente.
A mediados de 2012, Páez presentó su gira Veinte años después del amor, el cual lo lleva a tocar en Cuba, Chile, Costa Rica, Venezuela, Colombia, Brasil, Uruguay, Perú, Paraguay, Bolivia, México, El Salvador, Nicaragua, Honduras, Panamá, España, Israel, Reino Unido, Francia, y también en las ciudades de Buenos Aires, Mendoza, Rosario, Tucumán y Córdoba de la República Argentina.
Su recital en Buenos Aires, realizado en el Planetario, reunió a más de 38 000 personas y recibió invitados como Charly García, Fabiana Cantilo y Celeste Carballo. Este recital fue editado para un DVD por Sony Music. Meses más tarde realizó un recital gratuito en el bicentenario del primer izamiento de la bandera argentina en la ciudad de Rosario, de casi dos horas, al que asistieron alrededor de 50.000 personas.

En 2013 Páez obtuvo otro al Mejor Álbum de Rock Vocal, por "El mundo cabe en una canción". Cerati y Páez fueron los únicos argentinos premiados en la octava edición de los premios Grammy Latinos, otorgados en Las Vegas,
El 22 de marzo de 2013 se presentó en el estadio Luna Park (Buenos Aires) por esta misma gira y con la entrada se obsequió un ejemplar de El sacrificio ―descrito por el propio Páez como: 

Un disco de canciones malditas, es como mi álbum negro… es un disco poco amable que reúne canciones sórdidas que compuse entre 1989 y 2013
Fito Páez

Este disco solo se pudo conseguir en el estadio por sistema iTunes. El disco contiene letras oscuras que recuerdan la época de Ciudad de pobres corazones, así como también un estilo musical mucho más ecléctico que el visto en los últimos tiempos.
Continuando el prolífico año 2013 Fito lanza Dreaming Rosario en septiembre a beneficio de los damnificados de la trágica explosión de un edificio de su ciudad natal, en el que perdieron la vida 22 personas y 66 resultaron heridas. El álbum sólo pudo descargarse por iTunes, y todas las regalías fueron donadas durante dos años a través de Red Solidaria y Mundo Invisible. Ese año lanza Yo te amo en noviembre. De este álbum destaca el sencillo homónimo Yo te amo, Margarita dedicada a su hija, y La velocidad del tiempo dedicada a Gustavo Cerati. Dos álbumes de estudio que suman 10 y 11 canciones inéditas respectivamente a su amplio repertorio como compositor. Sobre este último publica en su cuenta de Facebook: 

Con Diego (Olivero) nos propusimos tener algunos marcos claros en esta oportunidad. Canciones cortas, con poca instrumentación, claridad armónica y melodías que nos gusten mucho volver a cantar. Volver al formato clásico de los álbumes que escuchábamos en nuestra niñez y juventud en la ciudad de Rosario. Disfrutar de la candidez de lo aparentemente simple.
Fito Páez

En febrero de 2014 el músico rosarino se presentó en el LV Festival Internacional de la Canción de Viña del Mar, siendo aclamado por el público. A pesar de salir a escena muy tarde por la madrugada, Páez desarrolló un espectáculo de alta calidad con matices de jazz y rock. Durante su presentación fue reconocido con todos los galardones que entrega el certamen más el cariño incondicional del público chileno, al cual Fito respondió con un concierto inolvidable que cerró la segunda noche del espectáculo Viñamarino.
En julio de 2014 dio a conocer el primer sencillo de su álbum Rock and Roll Revolution en homenaje a Charly García. El 9 de agosto sale finalmente al mercado el álbum en formato digital a través de Itunes y en edición especial física. La producción, que según el mismo Páez es un homenaje a Charly García, contiene once canciones inéditas, todas compuestas por el cantante excepto Loco, que fue escrita por García y Los días de sonrisas, vino y flores que el elaboró junto a Gabriel Carámbula. Este trabajo es el vigesimosexto álbum del músico. RRR fue compuesto y grabado durante 2014 en Buenos Aires y mezclado en Nueva York.

### Locura total, La ciudad liberada y La conquista del Espacio (2015-2020)

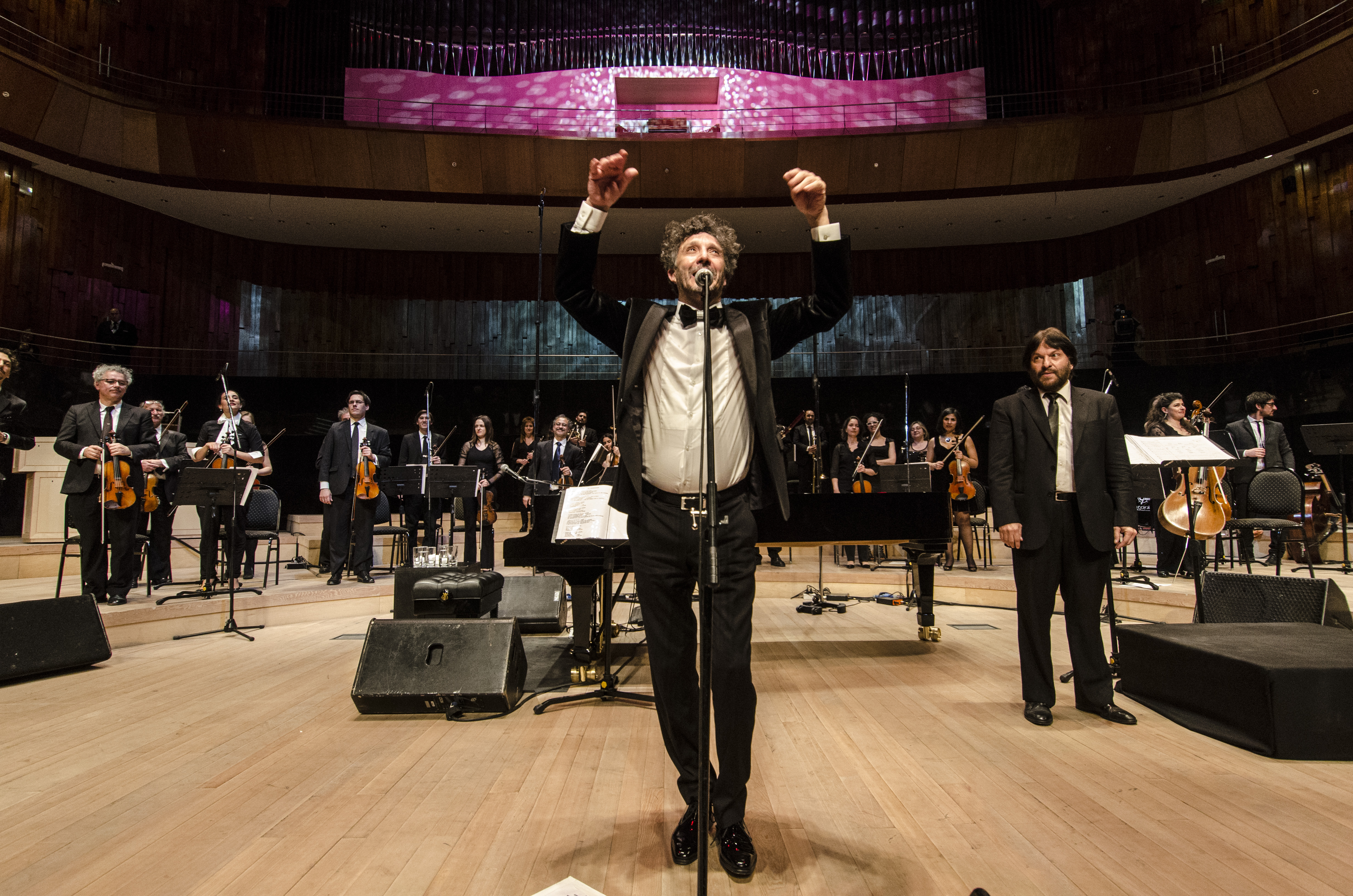
Fito Páez junto a la Kashmir Orchestra en el CCK

El 21 de agosto de 2015 se publicó nuevo trabajo discográfico, Locura total, grabado junto con el músico brasileño Paulinho Moska, en su primera grabación en colaboración en diecisiete años. El disco fue grabado en Buenos Aires, Río de Janeiro y Miami, y contó con la producción de Liminha, productor de artistas emblemáticos de la música brasilera como Os Paralamas do Sucesso o Ed Motta.
Durante 2015 realizó la gira 30 años de Giros, en celebración del aniversario del emblemático álbum Giros.
En junio de 2017 comenzó la grabación de su álbum de carácter electrónico y experimental.
Se lanzó en noviembre, titulado La ciudad liberada generando controversia de inmediato por la portada del mismo, donde Fito sale maquillado y con el cuerpo de una mujer desnuda. El disco, de 18 canciones en 70 minutos de duración, fue aclamado por la crítica. De este álbum salieron los sencillos y videoclips Aleluya al sol, Tu vida mi vida, y La ciudad liberada. El tema Tu vida mi vida, ganó el premio a la mejor canción rock del año en los Grammy Latino 2018.
Durante 2019 graba un nuevo álbum en el mítico Capitol Studios, en Los Ángeles, y cuenta con la participación de grandes artistas internacionales. El 13 de marzo de 2020 Fito Páez celebra su cumpleaños número 57, y lanza La conquista del espacio su álbum número veintitrés. El disco tiene una impronta internacional, considerando que fue grabado en Capitol Studios, el templo creativo de las más importantes figuras de la música ubicado en Los Ángeles, y en el que participaron músicos como Abe Laboriel, baterista de Paul McCartney, el argentino Guillermo Vadalá y la orquesta sinfónica de Nashville. El nuevo material cuenta con nueve canciones inéditas y fue registrado por el reconocido ingeniero de grabación argentino Gustavo Borner, ganador de 16 Grammys.
Su primer sencillo es "Resucitar", tema que dio a conocer los primeros días de febrero acompañado de un videoclip lanzado en marzo.

### TrilogíaLos años salvajes, serie biográfica y regrabación deEl amor después del amor(2021 - presente)

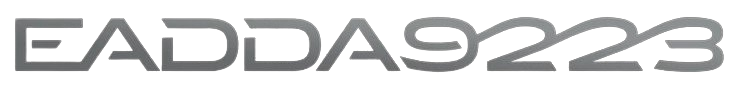
Logo del álbum EADDA9223

En noviembre de 2021, lanza Los años salvajes; el primero de una trilogía de álbumes compuesto durante la pandemia. Incluye nuevas canciones inéditas, grabadas junto a músicos de primer nivel en los estudios Igloo Music (Burbank, California), EastWest Studios (Hollywood, California) y El Mostro de la Laguna (Lobos, provincia de Buenos Aires). Fue producido por Fito Páez, Diego Olivero y Gustavo Borner. Vamos a lograrlo, Los años salvajes, Lo mejor de nuestras vidas, y La música de los sueños de tu juventud fueron los sencillos.
El segundo álbum, Futurología Arlt (2022), es instrumental y fue grabado por Páez junto a la Orquesta Sinfónica Nacional Checa en lo que significa su primer álbum orquestal. El tercero, The golden light (2022), también incluye canciones inéditas, pero grabadas por Fito solo con su piano.
En 2022 inició la gira "El Amor 30 años Después del Amor Tour", como celebración del aniversario del lanzamiento del disco El amor después del amor, de 1992. La gira inició con 8 conciertos en Buenos Aires y, en el ámbito internacional con presentaciones en Estados Unidos, Venezuela, España, Chile y Uruguay. En mayo de 2023 lanza un nuevo álbum, EADDA9223 una regrabación del álbum El amor después del amor con nuevas versiones de cada tema y con invitados estelares como Chico Buarque, Mon Laferte, Marisa Monte, Estrella Morente, Elvis Costello, David Lebón, Nathy Peluso y muchos más.

Para mí, no es sólo un álbum. Fue toda una odisea musical alucinante, permanentemente sorpresiva. Había que vejar el material original. Ese fue el primer concepto, en el sentido de no tenerle miedo, poder arrasarlo, darlo vuelta. Había que probar de alguna forma que no hay discos sacros, intocables, que no se pueden volver a grabar. ¡Sí, se puede! Y es un ejercicio musical maravilloso.
Fito Páez

A mediados de 2024 dio a conocer por medio de sus redes que está produciendo su nuevo álbum titulado Novela, en los Abbey Road Studios de Londres, y basado en su demo Novela de 1988, el cual nunca fue publicado oficialmente. En enero de 2025 liberó su primer sencillo y videoclip Cuando el circo llega al pueblo.
El 7 de septiembre de 2024 dio un concierto gratuito en el zócalo de la Ciudad de México.

## Carrera cinematográfica
La primera referencia de Fito Páez data de 1987, cuando el director Fernando Spiner ―inspirado en el LP Ciudad de pobres corazones, y a través de un mediometraje concebido para la televisión― «cuenta una violenta historia, donde va ligando todos los tema del disco acompañada de una desgarradora entrega escénica del músico».
Posteriormente, Páez participó como intérprete en dos películas de Pino Solanas: Sur (1988) y El viaje (1992); en esta última, aparece brevemente haciendo el papel de sí mismo, como un músico idealista.
En 1993 dirigió su primer mediometraje: La balada de Donna Helena, un relato sórdido que recrea submundos infernales.
Ese mismo año apareció en la película De eso no se habla, de María Luisa Bemberg.
En 2001 ―después de una larga búsqueda de financiación― Páez debutó como director de cine con su primer largometraje, que tituló Vidas privadas. El guion fue escrito por el propio Páez en colaboración con Alan Pauls, y se desarrolla durante la última dictadura militar argentina (1976-1983), tocando temas como la adopción y el incesto. Cecilia Roth y Gael García Bernal fueron los protagonistas principales de la película. Fito declaró que esta película se enmarca en una necesidad vital de contar historias y transmitir experiencias que con las canciones era imposible recrear.
La película no obtuvo el favor de la crítica ni del público. Se dice que la filmación contribuyó a la ruptura de la relación sentimental entre Fito y Cecilia Roth, por los conflictos de personalidades que se produjeron en el rodaje y la sobreexposición emocional de la pareja. Aparte de esto, el financiamiento de varios productores fue retirado antes de comenzar a rodar la película, por lo que el músico acabó comprometiendo en este proyecto parte de sus bienes.
En 2007 estrenó ¿De quién es el portaligas?, su tercer proyecto cinematográfico como director y guionista. La película fue rodada en Rosario y La Cumbre. Es una especie de comedia de enredos sobre tres veinteañeras rosarinas de los años ochenta; con un reparto encabezado por Julieta Cardinali, Romina Ricci y Leonora Balcarce.

El film gira sobre la idea del paso del tiempo dentro de un grupo de personas amigas, e indaga sobre las relaciones humanas cuando se rompen pactos de confianza, cuando se traicionan; ¿Que pasa con la solidaridad? Creo que los años hacen una tarea de desdramatización de las cosas y trato de mostrar a través del absurdo, cuanto se sufre por no tener la perspectiva adecuada.
Fito Páez

La crítica no dudó en compararla con la estética de algunos trabajos de Pedro Almodóvar, realzando el buen trabajo actoral y un guion eficaz.
Solo duró un poco más de una semana en las carteleras de los cines más importantes de la capital argentina, llegando a escalar el octavo lugar en la lista de recaudaciones, con una asistencia de público cercana a 10 500 espectadores.
En 2009, el director Fernando Rubio ―con la producción de Gastón Pauls― filmó Las manos al piano, un trabajo minucioso sobre la relación amorosa de Fito Páez con el piano; además, presenta aspectos sobre su vida y su familia.
El documental fue estrenado dentro de la 31.ª edición del Festival del Nuevo Cine Latinoamericano, en La Habana y se grabó mientras, producía en su propia casa, el disco Rodolfo (2007).
En 2011 escribe y dirige el videoclip Las trémulas canciones, de la banda argentina Estelares, donde aparecen Vera Spinetta y Romina Ricci.

## Vida privada

### Parejas
Fito Páez ha tenido cuatro relaciones sentimentales formales, dos hijos (Martín y Margarita Páez), todas han estado ligadas al mundo artístico. A pesar de las rupturas con Fabiana Cantilo, Romina Ricci y Cecilia Roth, mantiene con ellas una estrecha y constructiva relación de afecto y respeto mutuo, según lo describe el mismo músico.

Lo que siempre intento con todas las personas que me vinculo es quedar en buenos términos. Si para algo sirve la inteligencia es para eso.
Fito Páez

Su primera relación fue con la cantante Fabiana Cantilo, quien lo acompañó en la etapa creativa inicial que comprende la grabación de seis álbumes de estudio y, en su peor momento, en el asesinato de sus tías en Rosario. Se conocieron en 1983, cuando Fito fue llamado a participar en la banda de Charly García.
Fabiana Cantilo comentó que la primera vez que vio al cantante le sorprendió su apariencia: «Flaco, de pelo largo, cara rara: era como un espadachín». Posteriormente la cantante quedó impactada por la personalidad y creatividad del músico. Cantilo declaró años después de su separación: «Fito realmente me aguantó y creo que yo lo ayudé energéticamente, pero la convivencia de nosotros era un desastre». Fito Páez se ha referido a ella expresando de la siguiente manera.

Era la mujer más hermosa de Buenos Aires, fue una musa, pero también me hizo sufrir mucho. Un día salió y no regresó en toda la noche, yo andaba desesperado, en ese momento compuse "Tres Agujas". El conflicto y la guerra, esa fue la agenda con Fabi.
Fito Páez

En 1990 se separan, luego de una ruptura anunciada en las canciones del disco Ey! (1988), y posteriormente confirmada con las canciones "Dale Alegría A Mi Corazón" y "Fue Amor", ambas del sexto álbum de estudio de Páez, Tercer mundo (1990).
En 1991, en Uruguay, Fito Páez conoció a la actriz Cecilia Roth que en aquel entonces era una mujer casada. Ocho meses más tarde, tras el divorcio de la actriz, el músico comenzó una relación sentimental que alcanzó gran notoriedad.

Roth fue mi musa, te encendía con su sola presencia, cuando reía todo se iluminaba, fue una época intensa, estábamos viviendo un romance increíble y aparte, yo estaba en mi mejor momento, estaba tocando y dando conciertos; algo maravilloso, explosivo.
Fito Páez

Fito mantuvo esta relación cerca de diez años y, una vez formalizada la adopción de su hijo Martín en 1999, luego de ocho años, deciden casarse. El 23 de diciembre de ese año, bajo un total hermetismo, la pareja se dirigió al Registro Civil, previo aviso a un par de conocidos suyos, y contrajeron matrimonio. La fiesta fue muy íntima, y se llevó a cabo en el departamento que compartían.
Es a partir de ese momento que comienza un enfriamiento de la relación. En el álbum Rey sol (2000), varias canciones presagian el comienzo del fin, que se agudiza en el rodaje de la película Vidas Privadas (2001), donde la pareja comenzó un distanciamiento definitivo que se materializaría en 2002.
Luego de separarse de Cecilia Roth, conoció a la también actriz Romina Ricci, 15 años menor que él, con quien tuvo a su hija en 2004, a quien llamaron Margarita en honor a la mamá de Páez, la pianista Margarita Zulema. Ricci fue parte de la inspiración del disco El Mundo Cabe En Una Canción (2006), la canción "Rollinga O Miranda Girl" es una alusión a los sentimientos del autor por la actriz; al igual que su película de 2007, donde ella interpretó el personaje principal. La pareja se separó tres años después.

Nadie arma una pareja para que se rompa. [...] Todas las separaciones son situaciones traumáticas. Son cosas que no te dejan bien parado. Pero, por otro lado, cuando uno era más joven la vida era eso, lo que pasaba dentro de la relación amorosa. Con los años, eso va ocupando el lugar correcto, porque hay muchos otros intereses. De todas formas, ahora que pasó el tiempo, supongo que debe ser bastante complicado estar conmigo.
Fito Páez

Entre principios de 2012 y finales de 2013 tuvo una relación con la abogada y periodista Julia Mengolini.
Desde 2014 mantiene una relación con la actriz Eugenia Kolodziej.

## Discografía

### Álbumes de estudio
- Del 63 (1984)
- Giros (1985)
- La La La con Luis Alberto Spinetta (1986)
- Ciudad de pobres corazones (1987)
- Ey! (1988)
- Tercer mundo (1990)
- El amor después del amor (1992)
- Circo Beat (1994)
- Enemigos íntimos con Joaquín Sabina (1998)
- Abre (1999)
- Rey Sol (2000)
- Naturaleza sangre (2003)
- Moda y pueblo (2005)
- El mundo cabe en una canción (2006)
- Rodolfo (2007)
- Confiá (2010)
- Canciones para aliens (2011)
- El sacrificio (2013)
- Dreaming Rosario (2013)
- Yo te amo (2013)
- Rock and Roll Revolution (2014)
- Locura total con Paulinho Moska (2015)
- La ciudad liberada (2017)
- La conquista del espacio (2020)
- Los años salvajes (2021)
- Futurología Arlt (2022)
- The Golden Light (2022)
- EADDA9223 (2023)
- Novela (2025)

### Álbumes en vivo
- Euforia (1996)
- Mi vida con ellas (2004)
- No sé si es Baires o Madrid (2008)
- El amor después del amor 20 años (2012)

### Maxisencillos
- Corazón clandestino (1986)

### Bootlegs
- Café de las artes, Baglietto, Páez, Goldin y Garre (1981).
- Staff EP (1981).
- Chapa y pintura pe Páez Vadalá (1990).
- Novela (1990).
- Acústico (1996).
- Fito en Miami (2001).
- Fito en Rosario (2010).

## Filmografía

### Como director y guionista
- La balada de Donna Helena (1994)
- Vidas privadas (2001)
- ¿De quién es el portaligas? (2007)

### Como intérprete
- Sur (1988) de Fernando E. Solanas.
- El viaje (1992) de Fernando E. Solanas.
- De eso no se habla (1993) de María L. Bemberg.
- Historias de Argentina en vivo (2001) de Cristian Bernard, Israel A. Caetano, Albertina Carri, Eduardo Capilla, Gregorio Cramer, Gabriel J. Fernández, Flavio Nardini, Miguel Pereira, Marcelo Piñeyro, Jorge Polaco, Gustavo Postiglione, Fernando Spiner, Bruno Stagnaro y Andrés Di Tella.
- ¡Que sea rock! (2006) de director Sebastián Schindel.
- La peli (2007) de Gustavo Postiglione.
- Tiempos compulsivos (2012-2013).

### Otras participaciones en películas
- Cameo en Todo sobre mi madre (1999) de Pedro Almodóvar.

### Videos musicales
| - "Giros" (1985). - "Ciudad De Pobres Corazones" (1987). - "Bailando Hasta Que Se Vaya La Noche" (1987). - "Nada Más Preciado Para Mí" (1987). - "Dando Vueltas En El Aire" (1987). - "Fuga En Tabú" (1987). - "Gente Sin Swing" (1987). - "A Las Piedras De Belén" (1987). - "De 1920" (1987). - "Ámbar Violeta" (1987). - "Track Track" (1987). - "Sólo Los Chicos" (1988). - "Por Siete Vidas (Cacería)" (1988). - "Tercer Mundo" (1990). - "Fue Amor" (1990). - "Tumbas de la Gloria" (1992). - "Sasha, Sissí Y El Círculo De Baba" (1992). - "Balada De Donna Helena" (1992). - "El amor después del amor" (1992). - "Mariposa tecknicolor" (1994). - "Circo Beat" (1995). | - "She's Mine" (1995). - "Soy Un Hippie" (1995). - "Cadáver Exquisito" (1996). - "11 y 6" (1996). - "Llueve sobre mojado" con Joaquín Sabina (1998). - "Al Lado Del Camino" (1999). - "Dos En La Ciudad" (1999). - "Es Solo Una Cuestión De Actitud" (2000). - "El Diablo De Tu Corazón" (2000). - "Nuevo" (2003). - "Volver A Mí" (2003). - "Bello Abril" (2004). - "Enloquecer" (2006). - "Eso Que Llevas Ahí" (2006). - "Si Es Amor" (2007). - "El Cuarto De Al Lado" (2007). - "Tiempo Al Tiempo" (2010). - "Confiá" (2010). - "London Town" (2010). - "Ne Me Quitte Pas" (2013). - "Margarita" (2014). | - "La Canción Del Soldado Y Rosita Pazos" (2014). - "Tendré Que Volver A Amar" (2014). - "Los Días De Sonrisas, Vino Y Flores" (2015). - "Hermanos" con Paulinho Moska (2015). - "Aleluya Al Sol" (2017). - "Tu Vida Mi Vida" (2018). - "La Ciudad Liberada" (2018). - "Resucitar" (2020). - "La Canción De Las Bestias" (2020). - "Gente En La Calle" con Lali (2021). - "Lo Mejor De Nuestras Vidas" (2021). - "La Música De Los Sueños De Tu Juventud" (2022). - "Los Años Salvajes" con Fabiana Cantilo (2022). - "Brillante sobre el Mic" con Ángela Aguilar (2023). - "La rueda mágica" con Andrés Calamaro (2023). - "La Verónica" con Nathy Peluso (2023). - "Sasha, Sissi y el círculo de Baba" con Mon Laferte (2023). - "Cuando el circo llega al pueblo" (2025). - "Súperextraño" (2025). - "Sale el sol" (2025). |

## Libros
- La puta diabla. Argentina: Editorial Mansalva. 2013. p. 272. ISBN 9789871474752. Novela literaria que utiliza todos los recursos a su alcance (novela epistolar, poesía dramática, comedia) para construir una lengua compleja e intensa, siempre supeditada a la acción.[58]
- Diario de viaje. Argentina: Editorial Planeta. 2015. p. 248. ISBN 9789504955115. Fito escribe el diario de un viaje: las mil y una idas y vueltas entre hoteles, casas, palacios, aeropuertos, arrabales y desierto. Es uno de los últimos mohicanos que hace su ritual en la montaña.[59]
- Los días de Kirchner. Argentina: Emecé Editores. 2018. p. 107. ISBN 9789500439442. Ella recién está empezando su vida, entre una última adolescencia tardía y el posible amanecer de una mujer; la fricción entre ambos mundos se precipita en un thriller político atomizado de sexo, feminismo, drogas, discursos, pasiones, traiciones y muerte.[60]
- Infancia & Juventud. Memorias (Autobiografía). Argentina: Libros Cúpula. 2023. p. 400. ISBN 9788448036508. Páez pasó el encierro pandémico recordando y escribiendo, repasando y puliendo episodios, ajustando cuentas y desarreglando todo lo demás, en un ejercicio de introspección al que la palabra “prodigioso” le queda pintada.[61]

## Premios y nominaciones

### Premios Grammy
| Año  | Categoría                                   | Trabajo                  | Resultado | Ref.   |
| ---- | ------------------------------------------- | ------------------------ | --------- | ------ |
| 2001 | Best latin rock, urban or alternative album | Abre                     | Nominado  | [ 62 ] |
| 2021 | Best latin rock, urban or alternative album | La conquista del espacio | Ganador   | [ 62 ] |
| 2023 | Best latin rock, urban or alternative album | Los años salvajes        | Nominado  | [ 62 ] |
| 2024 | Best latin rock, urban or alternative album | EADDA9223                | Nominado  | [ 62 ] |

### Premios Grammy Latinos
| Año  | Categoría                                 | Trabajo                          | Resultado                      | Ref.   |
| ---- | ----------------------------------------- | -------------------------------- | ------------------------------ | ------ |
| 2000 | Mejor álbum de rock vocal solista         | Abre                             | Nominado                       | [ 63 ] |
| 2000 | Canción del año                           | «Al lado del camino»             | Nominado                       | [ 63 ] |
| 2000 | Mejor interpretación vocal rock masculina | «Al lado del camino»             | Ganador                        | [ 63 ] |
| 2000 | Mejor canción de rock                     | «Al lado del camino»             | Ganador                        | [ 63 ] |
| 2001 | Mejor álbum de rock vocal solista         | Rey Sol                          | Nominado                       | [ 63 ] |
| 2001 | Mejor canción de rock                     | «El diablo de tu corazón»        | Nominado                       | [ 63 ] |
| 2001 | Mejor video musical versión corta         | «El diablo de tu corazón»        | Nominado                       | [ 63 ] |
| 2004 | Mejor álbum de rock vocal solista         | Naturaleza sangre                | Nominado                       | [ 63 ] |
| 2005 | Mejor álbum de rock vocal solista         | Mi vida con ellas                | Nominado                       | [ 63 ] |
| 2005 | Mejor canción de rock                     | «Polaroid de locura ordinaria»   | Nominado                       | [ 63 ] |
| 2007 | Mejor álbum de rock vocal solista         | El mundo cabe en una canción     | Ganador                        | [ 63 ] |
| 2008 | Mejor álbum cantautor                     | Rodolfo                          | Ganador                        | [ 63 ] |
| 2009 | Mejor álbum de pop vocal masculino        | No sé si es Baires o Madrid      | Ganador                        | [ 63 ] |
| 2013 | Mejor video musical versión larga         | El amor después del amor 20 años | Nominado                       | [ 63 ] |
| 2016 | Canción del año                           | «Hermanos» con Paulinho Moska    | Nominado                       | [ 63 ] |
| 2018 | Canción del año                           | «Tu vida, mi vida»               | Nominado                       | [ 63 ] |
| 2018 | Mejor canción de rock                     | «Tu vida, mi vida»               | Ganador                        | [ 63 ] |
| 2020 | Álbum del año                             | La conquista del espacio         | Nominado                       | [ 63 ] |
| 2020 | Mejor álbum pop/rock                      | La conquista del espacio         | Ganador                        |        |
| 2020 | Mejor canción de pop/rock                 | «La canción de las bestias»      | Ganador                        |        |
| 2021 | Premio a la excelencia musical            | Premio a la excelencia musical   | Premio a la excelencia musical | [ 64 ] |
| 2022 | Mejor álbum pop/rock                      | Los años salvajes                | Ganador                        | [ 65 ] |
| 2022 | Mejor canción de pop/rock                 | «Babel»                          | Ganador                        | [ 65 ] |
| 2022 | Mejor canción de rock                     | «Lo mejor de nuestras vidas»     | Ganador                        | [ 65 ] |
| 2023 | Álbum del año                             | EADDA9223                        | Nominado                       |        |

### Premios Carlos Gardel
| Año  | Categoría                                        | Trabajo                                                    | Resultado | Ref.          |
| ---- | ------------------------------------------------ | ---------------------------------------------------------- | --------- | ------------- |
| 2000 | Álbum del año                                    | Abre                                                       | Nominado  | [ 66 ]        |
| 2000 | Mejor artista de rock                            | Abre                                                       | Nominado  | [ 66 ]        |
| 2000 | Canción del año                                  | «Al lado del camino»                                       | Nominado  | [ 66 ]        |
| 2001 | Mejor artista de rock                            | Rey sol                                                    | Ganador   | [ 67 ] [ 68 ] |
| 2001 | Mejor diseño de portada                          | Rey sol                                                    | Nominado  | [ 67 ] [ 68 ] |
| 2001 | Mejor videoclip                                  | «El diablo de tu corazón»                                  | Ganador   | [ 67 ] [ 68 ] |
| 2005 | Mejor álbum artista de rock                      | Mi vida con ellas                                          | Nominado  |               |
| 2006 | Mejor álbum artista masculino de rock            | Moda y pueblo                                              | Nominado  | [ 69 ]        |
| 2007 | Mejor ingeniería de grabación                    | El mundo cabe en una canción                               | Nominado  | [ 70 ]        |
| 2007 | Mejor diseño de portada                          | El mundo cabe en una canción                               | Nominado  | [ 70 ]        |
| 2008 | Mejor álbum artista de rock                      | Rodolfo                                                    | Nominado  | [ 71 ]        |
| 2009 | Mejor álbum artista canción testimonial de autor | No sé si es Baires o Madrid                                | Ganador   | [ 72 ]        |
| 2009 | Mejor DVD                                        | No sé si es Baires o Madrid                                | Nominado  | [ 73 ]        |
| 2015 | Mejor álbum artista de rock                      | Rock and Roll Revolution                                   | Nominado  | [ 74 ]        |
| 2018 | Mejor álbum artista masculino de rock            | La ciudad liberada                                         | Nominado  | [ 75 ]        |
| 2018 | Mejor diseño de portada                          | La ciudad liberada                                         | Nominado  | [ 75 ]        |
| 2019 | Mejor álbum banda de sonido de cine/televisión   | Camino sinuoso                                             | Nominado  | [ 76 ]        |
| 2021 | Álbum del año                                    | La conquista del espacio                                   | Ganador   | [ 77 ]        |
| 2021 | Mejor álbum artista de rock                      | La conquista del espacio                                   | Ganador   | [ 77 ]        |
| 2021 | Mejor ingeniería de grabación                    | La conquista del espacio                                   | Ganador   | [ 77 ]        |
| 2021 | Productor del año                                | La conquista del espacio                                   | Ganador   | [ 77 ]        |
| 2021 | Canción del año                                  | «La canción de las bestias»                                | Nominado  | [ 77 ]        |
| 2021 | Mejor canción de dueto/colaboración              | «Gente en la calle» (con Lali)                             | Nominado  | [ 77 ]        |
| 2022 | Mejor álbum artista de rock                      | Los años salvajes                                          | Nominado  | [ 78 ]        |
| 2023 | Mejor álbum canción de autor                     | The Golden Light                                           | Nominado  | [ 79 ]        |
| 2023 | Mejor álbum conceptual                           | Futurología Arlt                                           | Ganador   | [ 79 ]        |
| 2023 | Mejor álbum instrumental fusión World Music      | Futurología Arlt                                           | Nominado  | [ 79 ]        |
| 2023 | Mejor videoclip corto                            | «Los años salvajes»                                        | Nominado  | [ 79 ]        |
| 2024 | Álbum del año                                    | EADDA9223                                                  | Nominado  | [ 80 ]        |
| 2024 | Ingeniería de grabación                          | EADDA9223                                                  | Nominado  | [ 80 ]        |
| 2024 | Productor del año                                | EADDA9223                                                  | Nominado  | [ 80 ]        |
| 2024 | Mejor álbum artista de rock                      | EADDA9223                                                  | Nominado  | [ 80 ]        |
| 2024 | Grabación del año                                | «La rueda mágica» (con Andrés Calamaro & Conociendo Rusia) | Ganador   | [ 80 ]        |

### Premios Heat Latin Music
| Año  | Categoría          | Trabajo  | Resultado | Ref.   |
| ---- | ------------------ | -------- | --------- | ------ |
| 2021 | Mejor artista rock | Él mismo | Nominado  | [ 81 ] |
| 2022 | Mejor artista rock | Él mismo | Nominado  | [ 82 ] |
| 2023 | Mejor artista rock | Él mismo | Nominado  | [ 83 ] |

### Premios Konex
| Año  | Premio            | Disciplina                 | Cita   |
| ---- | ----------------- | -------------------------- | ------ |
| 1995 | Konex de platino  | Autor / compositor de rock | [ 84 ] |
| 2005 | Diploma al mérito | Autor / compositor de rock | [ 85 ] |
| 2015 | Diploma al mérito | Solista masculino de pop   | [ 86 ] |

## Premios y homenajes especiales
Fito Páez recibió el premio internacional Master Of Latin Music otorgado por el Berklee College Of Music, siendo el primer músico de rock de América Latina en recibirlo. El homenaje tuvo lugar el 9 de junio de 2015 en Boston.

## Serie
En 2023, se lanzó la serie de Netflix El amor después del amor, basada en los primeros treinta años de vida de Fito Páez.